# NGC 7112
NGC 7112 (również NGC 7113 lub PGC 67208) – galaktyka eliptyczna (E), znajdująca się w gwiazdozbiorze Pegaza.
Odkrył ją Albert Marth 3 sierpnia 1864 roku. 12 lipca 1886 roku obserwował ją Lewis A. Swift, a ponieważ obliczona przez niego pozycja różniła się od podanej przez Martha, uznał, że odkrył nowy obiekt (jak się później okazało Marth podał pozycję o trzy minuty łuku za daleko na północ). John Dreyer w swoim New General Catalogue skatalogował obserwację Martha jako NGC 7113, a Swifta jako NGC 7112. Część katalogów i baz obiektów astronomicznych (np. SIMBAD) jako NGC 7112 błędnie identyfikuje słabiej widoczną galaktykę PGC 67205, położoną 4,2 minuty dalej na południe.